# 國際費沙效應
國際費沙效應（英語：International Fisher effect，簡稱：IFE，又稱為費雪開放假說，Fisher's open hypothesis）是國際金融學的假說，指出名義利率（nominal interest rate）的差異是各國間即期匯率（spot rate）預期變化之反映。IFE特別指出，即期匯率預期的變化會與利率差異的呈正反比。因此，名義利率較高的國家的貨幣在名義利率較低的國家的貨幣對比下會貶值，因為高名義利率是預視貨幣通脹的指標。

## 解釋
國際費沙效應是欧文·费雪提出的費沙效應之延伸。費沙效應指出，一個國家的期望通漲率變化會導致該國利率成正比變化。
{\displaystyle (1+i)=(1+r)\times (1+E[\pi ])}
其中 {\displaystyle E[\pi ]} 是通胀率的期望， {\displaystyle r} 是实际利率， {\displaystyle i} 是名义利率。
亦可寫成
{\displaystyle i+1=1+E[\pi ]+r+rE[\pi ]}
當通脹率較低時，{\displaystyle rE[\pi ]}可忽略。亦即是說，通脹率和名義利率與實際利率之差大致相等。
{\displaystyle E[\pi ]\approx i-r}
現假設由於資本流動性，兩個國家（例如美國和德國）的實際利率相等，因此{\displaystyle r_{\$}=r_{\mathrm {\euro} }}。然後將上述近似關係代入相對購買力平價公式，便可得出國際費沙效應之方程式。
{\displaystyle {\frac {\Delta S(\$/\mathrm {\euro} )}{S(\$/\mathrm {\euro} )}}={\frac {i_{\$}-i_{\mathrm {\euro} }}{1+i_{\mathrm {\euro} }}}\approx i_{\$}-i_{\mathrm {\euro} }}

其中{\displaystyle S}是指即期匯率。這代表了兩國之間的匯率變化與利率的差額相若。

### 與利率平價（IRP）的關係
將國際費沙效應與非覆蓋利率平價（Uncovered IRP）結合，可得出：
{\displaystyle E(e)={\frac {E(S_{t+k})}{S_{t}}}-1={\frac {(i_{\$}-i_{\mathrm {\euro} })}{(1+i_{\mathrm {\euro} })}}}
其中
{\displaystyle E(S_{t+k})}是預期未來即期匯率（future spot exchange rate）
{\displaystyle S_{t}}是即期匯率（spot exchange rate）
將國際費沙效應與覆蓋利率平價（Covered IRP）結合，可得出無偏差假說（unbiasedness hypothesis）的公式，其中遠期匯率能夠無偏差預測未來即期匯率
{\displaystyle {\frac {F_{t,T}}{S_{t}}}-1={\frac {(i_{\$}-i_{\mathrm {\euro} })}{(1+i_{\mathrm {\euro} })}}=E(e)}
其中 {\displaystyle F_{t,T}}是指遠期匯率（forward exchange rate）。

## 例子
假設美國和英國之間的當前即期匯率為1.4339 英鎊/美金。再假設現時美國利率為5％，英國為7％。國際費沙效應透過兩國的名義利率關係來估算未來匯率。將現時即期匯率與美國的名義年利率相乘，再除以英國的名義年利率，可估算出12個月後的即期匯率：
{\displaystyle \$1.4339\times {\frac {(1+5\%)}{(1+7\%)}}=\$1.4071}
根據上述利率，使用國際費沙效應的形式或重新排列的表達式驗算結果：
{\displaystyle E(e)={\frac {(5\%-7\%)}{(1+7\%)}}=-0.018692=-1.87\%}
{\displaystyle E(e)={\frac {(1+5\%)}{(1+7\%)}}-1=-0.018692=-1.87\%}
匯率的預期變化為英鎊貶值1.87％（購買1英鎊的即時價格為1.4071美金，而不需要1.4339美金），結果與費沙假說——利率較高貨幣會貶值符合。